# Jonathan Haze

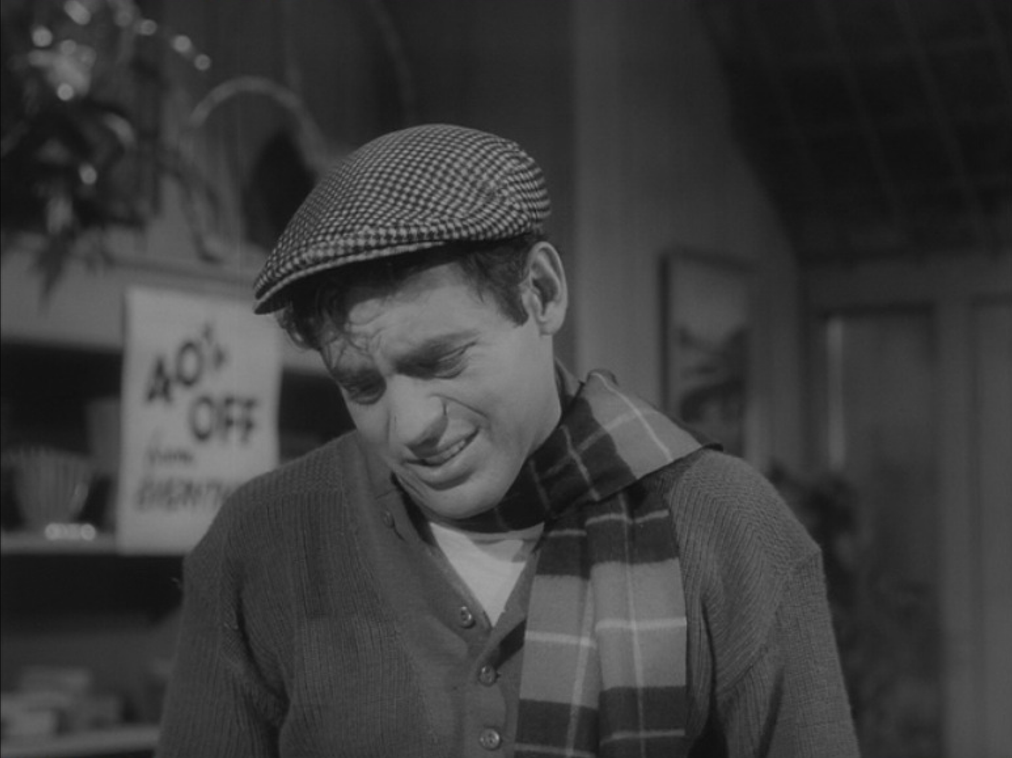
Jonathan Haze in Kleiner Laden voller Schrecken

Jonathan Haze (* 1. April 1929 in Pittsburgh, Pennsylvania; † 2. November 2024 in Los Angeles, Kalifornien) war ein US-amerikanischer Schauspieler.

## Leben
Jonathan Haze arbeitete als Tankwart, als er von dem Regisseur Wyott Ordung für dessen Film Monster from the Ocean Floor entdeckt wurde. In diesem gab Haze im Jahr 1954 in einer Nebenrolle sein Filmdebüt. In den folgenden Jahren hatte Haze in größeren Filmproduktionen wie Filmklassiker Jenseits von Eden mehrere kleine, nicht im Abspann erwähnte Rollen. Einen ersten größeren Auftritt hatte er 1955 in dem Western Fünf Revolver gehen nach Westen (Five Guns West, 1955) von Roger Corman. 
Corman setzte Haze in der Folge in fast 20 seiner Filme ein, in der Regel als Nebendarsteller. Der schmächtige Darsteller spielte dabei häufig Sonderlinge oder Verlierertypen. Bekanntheit erlangte Haze insbesondere durch seine Hauptrolle im Cormans schwarzhumoriger Horrorkomödie Kleiner Laden voller Schrecken, die trotz bescheidener Produktionsumstände als B-Film über die Jahre zum Klassiker wurde. Er war zudem verschiedentlich in TV-Serien-Produktionen zu sehen. Insgesamt umfasst sein schauspielerisches Schaffen mehr als 40 Film- und Fernsehproduktionen bis zuletzt im Jahr 2010.
1962 schrieb Haze das Drehbuch zum Science-Fiction-Film Invasion of the Star Creatures, bereits zwei Jahre hatte er das Drehbuch für eine Episode von 77 Sunset Strip verfasst.
Haze war von Mitte der 1960er-Jahre bis zur Scheidung 1981 mit der Kostümbildnerin Roberta Keith verheiratet. Bei seinem Tod im Alter von 95 Jahren hinterließ er zwei Töchter, drei Enkel und einen Urenkel.

## Filmografie (Auswahl)
- 1954: Monster from the Ocean Floor
- 1954: Der rasende Teufel (The Fast and the Furious)
- 1955: Jenseits von Eden (East of Eden)
- 1955: Fünf Revolver gehen nach Westen (Five Guns West)
- 1955: Todeszelle 2455 (Cell 2455, Death Row)
- 1955: Heiße Colts und schnelle Pferde (Apache Woman)
- 1955: Dementia
- 1955: Die letzten Sieben (Day the World Ended)
- 1956: Vier Frauen im Sumpf (Swamp Women)
- 1956: Sonntag sollst du sterben (Gunslinger)
- 1956: Einer schoss schneller (The Oklahoma Woman)
- 1956: It Conquered the World
- 1956: Blut und Sporen (Flesh and the Spur)
- 1957: Gesandter des Grauens (Not of This Earth)
- 1957: Carnival Rock
- 1958: Teenage Caveman
- 1959: 77 Sunset Strip (Fernsehserie, Folge 1x17)
- 1960: Kleiner Laden voller Schrecken (The Little Shop of Horrors)
- 1963: The Terror – Schloß des Schreckens (The Terror)
- 1963: Der Mann mit den Röntgenaugen (X: The Man with the X-ray Eyes)
- 1966: Horror Cocktail (Blood Bath)
- 1967: Chicago-Massaker (The St. Valentine’s Day Massacre)
- 1982: Nachtratten (Vice Squad)
- 1998: Die Biber Brüder (The Angry Beavers, Fernsehserie, Folge 2x10, Stimme)
- 1999: The Phantom Eye (Fernsehserie, 1 Folge)
- 1999: Invisible Mom II
- 2010: Nobody Smiling